# Kerli
Kerli Kõiv (Elva, Tartu; 7 de febrero de 1987), más conocida como Kerli, es una cantante y compositora de Estonia. Durante su infancia y adolescencia, participó en varios concursos y festivales de música, ya a 14 años de edad, ganó el Fizz Superstar. En efecto, fue contratada por Universal Music Suecia, donde permaneció por un corto tiempo. Continuó realizando y pasó los próximos dos años en Suecia para especializarse en la composición. Kerli, audicionó para el presidente de Island Records, LA Reid, quien la contrató, y luego viajó cuando ella tenía 18 años a los Estados Unidos. 
En 2008, Kerli debutó con su álbum Love Is Dead, fue lanzado, alcanzando el número 1 en Estonia y 126 en Billboard 200, más tarde promovió el álbum en algunos países europeos como Alemania e Italia. La canción "Walking on Air " sirvió como sencillo internacional, y se convirtió en su mayor éxito. En 2009, Kerli comenzó la producción de su segundo álbum Army Of Love. el primer sencillo de este proyecto, "Army of Love ", fue lanzado el 12 de abril de 2011 de forma gratuita a través de su web oficial y el vídeo musical oficialmente una semana después. La canción lcanzó el número 4 en la semana del 16 de abril de 2011 en el Billboard's Hot Dance Club Songs chart.
También presentó la banda sonora de Almost Alice, inspirado en la película Alicia en el País de las Maravillas, con el sencillo "Tea Party" y la canción Strange con Tokio Hotel
Fue nominada a los MTV Europe Music Awards 2008 en la categoría "Mejor Nuevo Artista del Báltico"y ganó con el título de representante de Estonia con "Love Is Dead" en los "European Border Breakers Awards", esto significaba a los cantantes europeos y grupos que han abierto las fronteras de sus países y fueron capaces de hacer una carrera exitosa en todo el continente.

## Biografía

### Infancia y Adolescencia
Kerli nació en la ciudad de Elva, la región de Tartu. Es la primera hija de Toivo Kõiv, mecánico y asistente social físico de los trabajadores Piret. Tiene una hermana tres años menor, Eliisa Kõiv. 

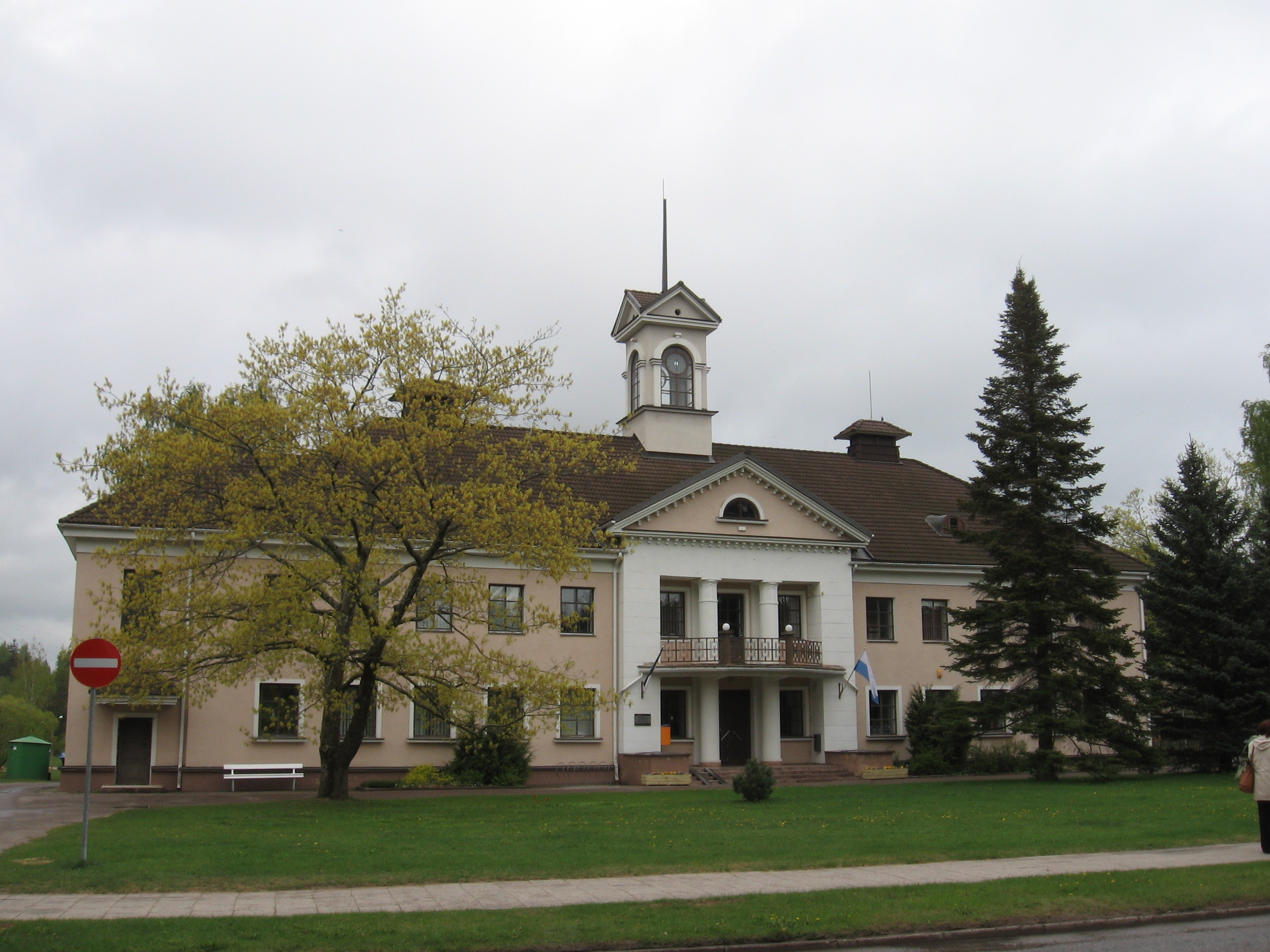
Elva, Estonia ciudad natal de Kerli.

Estonia en ese momento estaba bajo la dominación de la Unión Soviética, y según ella, la gente tiene una mentalidad muy estrecha debido a esto, lo que le hizo tener una infancia complicada, por no tener la atención necesaria de sus familiares mayores de edad, el país se independizó cuando ella tenía 4 años. 
Al principio, ella aprendió Inglés y tomó clases de canto, baile de salón, ballet y teatro, con la ayuda de su abuelo, que fue un compositor. A los ocho años, comenzó a estudiar música clásica y aprendió a tocar el piano, y alrededor de 12 años, escribió su primera canción. A los 14 años, luego de participar en el certamen Euroalaul, clasificó para los artistas estonios para el Festival de Eurovisión y en el cual ocuparía el segundo puesto.
Tiempo después, La casa de la familia donde creció estaba en medio de un bosque, ya que la ciudad era pequeña y tenía sólo 5000 personas. Estudió en la escuela local de Gümnaasium de Elva, y más tarde en el Gimansio "Miina Tartu Harma", abandonándolo cuando tenía 16 años - la edad cuando sus padres se habían separado -. Para dedicarse a la música. Esto hizo que sus padres se preocuparan de ella, pero luego ella aceptó su decisión, y salió con muy buenos resultados en su carrera.
De niña, estudió baile de salón durante ocho años, practicaba de cinco días a la semana. Se introdujo por primera vez a la música gracias a su maestra de jardín cuando le dijo a su mamá que Kerli tenía "Un lindo timbre de voz" y que estaba interesada en llevarla a varios concursos de canto. A los 8 años, Kerli ganó interés en la música clásica y como había una ausencia de la música en sus primeros años de vida, que sólo tenía un casete de Bonnie Tyler. También fue una gran fan de las Spice Girls. Empezó a escribir cuentos, libros de pequeño, y poemas a la edad de 10 para escapar de su hogar "abusivo" a un "mundo imaginario". A pesar de estar desanimada, Kerli abandonó la escuela a la edad de 16 para perseguir su carrera musical.

## Carrera musical

### 2002 - 2005: Contratos y Concursos Musicales
En 2002, Kerli compitió en la competencia de canto Laulukarussell en la categoría de grupo de edades 13-15, el 18 de mayo, ganó con la canción "Bridge over Troubled Water". 
También en 2002 participó en la competencia Fizz Superstar - la primera versión báltica de American Idol - celebrada en Riga. La carrera comenzó cuando Kerli hizo un cover de la canción "I'm Like a Bird" de Nelly Furtado, ganando con 95 puntos en total. Para participar, mintió sobre su edad, ya que el requisito mínimo de edad es de 15 años, cuando en realidad sólo tenía 14 años. 
El premio era un contrato con "Universal Music Suecia", y como su mánager fue despedido, Kerli tuvo que dejar el reconocimiento. Un hombre de negocios de Estocolmo escuchó algunas de sus canciones y la invitó a unirse a una compañía de música. Así que ella pasó los siguientes dos años viajando desde Suecia a Estonia, para aprender y trabajar con un grupo de compositores, pero aun así siguió a presentarse. Durante tres meses, vivió en una casa abandonada donde tenía un estudio y que era sólo de $ 100 al mes, tenía que guardar esa cantidad, por lo que la comida era básicamente de arroz, cacahuetes y guisos.
En 2003, participó en el festival sueco Melodifestivalen , donde cantó "Let's Go", con un grupo llamado Locatellis, finalizando el lugar séptimo en las semifinales. En la edición 2004 del Eurolaul, un concurso para elegir a un cantante de Estonia para representar al país en Eurovisión, acumuló 3.628 puntos en la canción "Beautiful Inside", terminando en segundo lugar.
A la edad de 18 años, se mudó a los Estados Unidos, donde continuó actuando y escribiendo canciones, finalmente consiguió una audición con L.A. Reid, quien la contrató para Island Def Jam Music Group en 2006.

### 2006 - 2008: Álbum Debut, "Love Is Dead"
En Suecia, Kerli hizo una presentación a LA Reid, presidente de Island Records. Oyó algunas de sus canciones de demostración, y terminó su contratación. En 2006, se mudó a Nueva York donde comenzó a trabajar con los productores de música de Maurice David y Lester Méndez y Guy Chambers para su próximo álbum estudio. A finales de 2007, publicó su primer Extended Play (EP), con el mismo nombre "Kerli", que contenía las canciones "Walking on Air ", "Love Is Dead" y "She's in Parties", tiempo más tarde, Kerli se presentó en Londres en 2008, con muy buenas críticas.

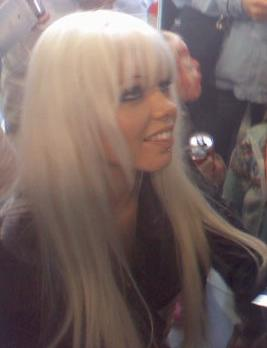
Kerli firmando su EP.

El vídeo musical para la canción "Love Is Dead" fue lanzado por Island Records el 29 de febrero de 2008 y el vídeo musical de "Walking on Air " se estrenó en MTV Overdrive el 20 de mayo de 2008. A partir de mediados de julio de 2008, "Walking on Air " consiguió un mínimo de rotaciones en el Top 40 de las estaciones de radio. "Walking On Air", fue también "Single de la Semana" Gratuito en Itunes para la semana del 21 de julio de 2008.
El sencillo debut de Kerli fue "Walking on Air", logrando un gran éxito al entrar en las listas de los países de Europa, como Austria, Bélgica, Suiza e Italia, y se convirtió en su mayor éxito. En Estonia, recibió el estatus de canción del año por su impacto en la radio y otros medios de comunicación. El 8 de julio, su álbum debut, Love Is Dead, que fue publicado con la canción "Love Is Dead" y "Walking on Air", alcanzando el número 1 en Estonia. A pesar de que no logró la cima en Estados Unidos, alcanzó el número 126 en el Billboard 200, entró en las listas de los países europeos como Bélgica, Italia y Suiza. Alcanzó el primer lugar, en la entrega de los premios Scream Awards, donde cantó "Walking on Air", que fue transmitido en todo el mundo el 18 de octubre de 2008.
Kerli también estuvo un premio en la banda sonora para dos juegos: Burnout Paradise, con la canción "Creepshow", y Quantum of Solace, para el que escribió y grabó "When Nobody Loves You", y la película de Punisher: War Zone con su canción "Bulletproof", incluida en su álbum debut.
En el álbum, según el sitio oficial, las composiciones de Kerli reflejan su maravillosa odisea de un pequeño pueblo en Estonia, cruzando el mar a Escandinavia para convertirse en una artista de sellos discográficos mayores. También señala que para la realización del mismo contó con la colaboración del productor y compositor David Maurice (productor de otros artistas como Garbage y JC Chasez).
De ese cambio de entorno, Kerli afirma que ha crecido mucho como persona, en contraste con lo que tenía en su tierra natal, donde no le permitían mostrar emociones y por lo que, a falta de opciones, su sueño de partir y hacer música fue siempre su gran escape.
Otras canciones que aparecen en su debut discográfico son "I Want Nothing", "Bulletproof", "Beautiful Day", "Up Up Up", "Butterfly Cry", "Fragile" y "Hurt Me", la cual canta con su hermana Sam Ray. Además la versión de Itunes trae una canción bonus, llamada Heal.

### 2009 - 2011: "Tea Party" y "Army Of Love"
En 2009, Kerli cantó en Estonia en el festival de música Õllesummer en Tallin. El 10 de septiembre de 2009 Island Def Jam anunció una aplicación para iPhone Kerli y la primera canción, Saima fue lanzado el mes siguiente, luego lanzó el sencillo "The Creationist", un dúo con el compositor italiano Cesare Cremonini.
Kerli recibió el premio European Border Breakers por el éxito del álbum Love Is Dead en Estonia. El 12 de enero de 2010, la banda sonora de la película de Disney, Alice in Wonderland fue lanzado y cuenta con dos canciones de Kerli, "Tea Party" y "Strange" que es una colaboración con Tokio Hotel. El 19 de febrero de 2010, Kerli cantó "Tea Party", "Walking on Air" y "Strange" en el evento Alice in Wonderland Ultimate Fan Event. En abril de 2010, Kerli inició una línea de ropa a partir de haber diseñado un panda gigante en su vestido en una presentación para Hot Topic. Un maxisencillo remix de "Tea Party" fue lanzado el 15 de junio de 2010. Kerli realizó un cover de la canción "Nature Boy" para una promoción para la décima temporada de la serie Smallville. El 27 de octubre, Kerli reveló un nuevo sitio web titulado "Kerli's MoonChild Academy".

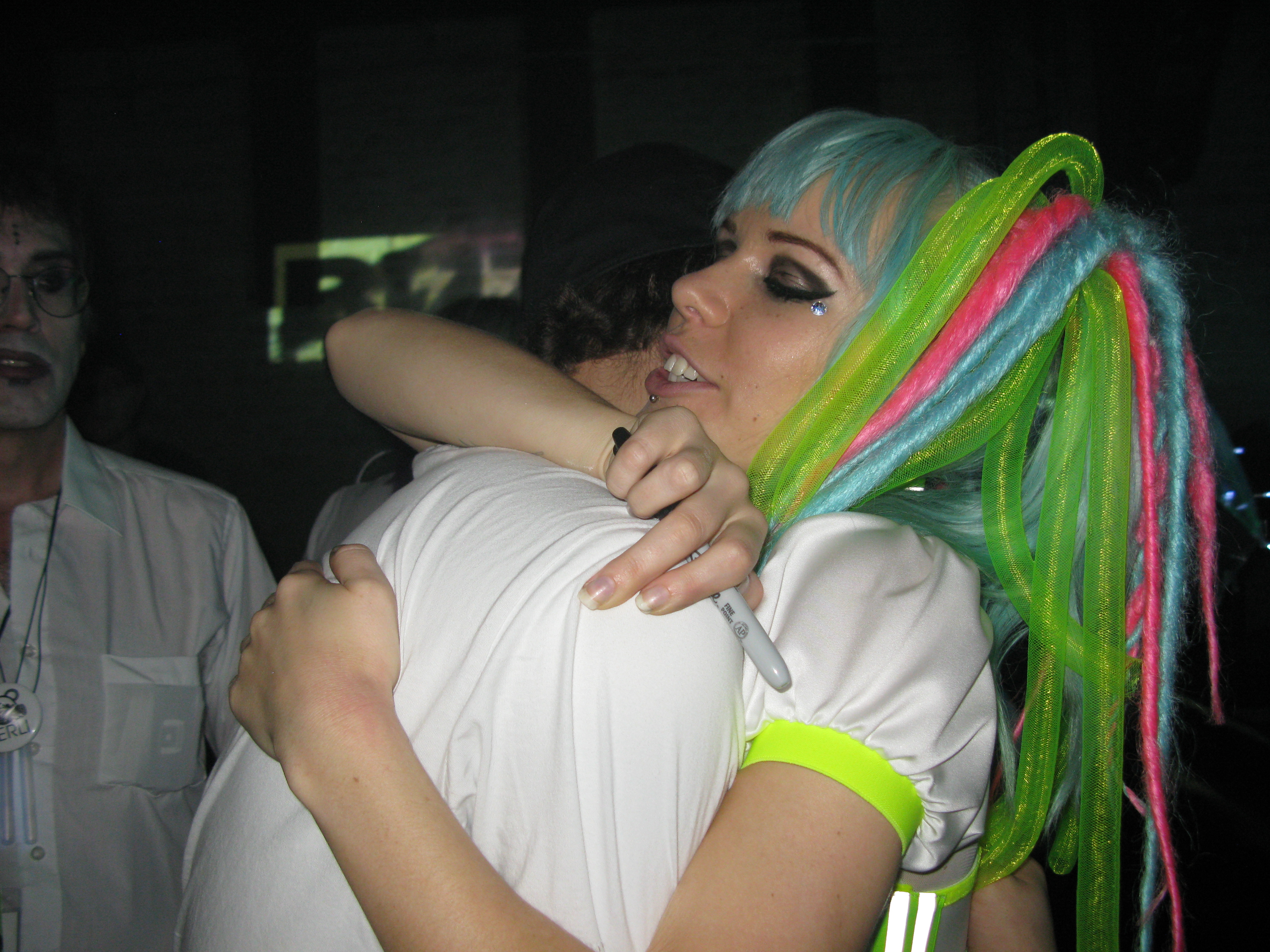
Kerli abrazando un fan en Austin, 2011.

Kerli actualmente vive en Los Ángeles, California
Kerli está actualmente trabajando en su segundo álbum de estudio. Ella ha declarado que está desarrollando un "nuevo estilo musical llamado Bubblegoth" y que el álbum Love Is Dead fue "Muy malhumorado, oscuro e introvertido, por lo que este álbum es en realidad más divertido, pero es igual de retorcido que su anterior álbum" y que ella está " tratando de desarrollar un nuevo 'paisaje sonoro' al que ella no cree haberlo escuchado anteriormente". También ha dicho que es un "álbum muy fuerte" sobre "superar la oscuridad en ella, y culpar al mundo por lo que está mal ... asumir la responsabilidad, ser inspirada e inspirar a otros... ". El álbum no se espera que sea lanzado hasta el año 2011 y posiblemente sea seguido por una gira.
El vídeo para el sencillo promocional, "Army of Love", se filmó durante varios días en Estonia a principios de noviembre. El vídeo "fija la nueva matiz de su nuevo álbum". Fue dirigido por Kaimar Kukk (Caviar Productions). El 1 de diciembre, Kerli inició una serie de cinco blogs de vídeo a través de blog de AOL PopEater que documentó la producción del vídeo musical. La canción "Army of Love" fue lanzada el 16 de diciembre de 2010. El vídeo musical se estrenó oficialmente el 17 de diciembre de 2010, en VEVO, y en la cuenta de la cantante en YouTube, KerliVEVO. Finalmente el 22 de diciembre se estrenó en Vimeo.
El nuevo álbum de Kerli paso de ser un álbum de estudio a un extended play llamado Utopia el cual fue lanzado el 19 de marzo de 2013 en el cual incluye 6 canciones nuevas y un remix exclusivo de itunes las canciones son las siguientes : 1.-Can't Control The Kids 2.-The Lucky Ones 3.-Love Me Or Leave Me 4.-Sugar 5.-Here And Now 6.-Chemical Itunes extra : 7.-The Lucky Ones (Syn Cole vs. Kerli) [Bonus Track]
El 18 de marzo de 2011, en una presentación en The Pure Volume en Austin, Texas, Kerli se presentó con 4 canciones de su nuevo disco, las cuales eran: Dollface, Supergirl, When You Cry, Bubble Gum y la ya conocida Army Of Love pero ninguna de ellas llegó al EP estas canciones será incluidas en su segundo álbum de estudio.
Army Of Love fue lanzado a la venta digital en Itunes el 12 de abril de 2011, y el álbum de remixes fue lanzado el 3 de mayo de 2011.
El 28 de abril de 2011, su sencillo Army of Love se posicionó en el puesto n.º 1 del Billboard
El 8 de agosto dio a conocer una nueva canción llamada Zero Gravity en el festival de Lollapalooza, la cual se esperaba que estuviera incluida en el álbum aunque esto no se cumplió.

### Utopia
El 29 de octubre Kerli lanzó  "The Lucky Ones " como primer sencillo de Utopía. La canción fue escrita por Kerli junto a Svante Halldin y Jakob Hazell (SeventyEIght)y producida por estos.
La canción consiguió llegar al número 1 en Hot Dance Club Songs el 16 de febrero de 2013 y fue número 21 en el End Of The Year en Dance Club Songs y 38 en Dance/Electronic Songs. 
Fue lanzado el 19 de marzo en forma digital; Alcanzó la posición número 3 en iTunes  el día del lanzamiento.
Debutó en la Lista de Billboard 200 en la posición número 198.
Kerli realizó un mini concierto acústico en Internet donde canto Chemical, Love Me Or Leave Me y The Lucky Ones; como regalo a sus fanes por el apoyo. 
En abril fue invitada a presentarse en Dancing With The Stars donde interpretó Love Me Or Leave Me. Así mismo confirmó que sería lanzado como próximo sencillo del EP junto a Can't Control The Kids.
Gracias a si presentación Love Me Or Leave Me ingreso al top 100 de iTunes USA 
El EP está inspirado en su mayor parte por el álbum Ray of Light de la cantante Madonna.
En julio de 2013 Kerli anunció que se cancelarían el lanzamiento de sus singles y no habría nada más de Utopia porque la disquera así lo decidió.
El 30 de enero de 2014 viajó a Estonia para presentarse en los Estonian Music Awards, donde interpretó un medley de Army Of Love, Zero Gravity y Love Me Or Leave. Dando por cerrado a la era Utopia.

### Salida de Island Def Jam e Ingreso a Ultra Music
En julio de 2013 después de anunciar que no habría más singles de Utopia, Kerli tomo la decisión de dejar Island Def Jam por la falta de importancia y promoción que le dieron a su último EP.
En noviembre de 2013 Kerli se presentó nuevamente en Dancing with the Stars donde hablo sobre la posibilidad de una nueva disquera; El 20 de noviembre confirmó en su página de Facebook que firmó contrato con Ultra Records.
Actualmente se encuentra grabando su próximo EP y componiendo canciones para otros artistas.

## Estilo e Influencias
Con frecuencia cita a Björk como una gran influencia y una de sus músicos favoritas y Sigur Rós como su banda favorita. Entre sus otras influencias están: Robyn, Gwen Stefani, Madonna. 

Uno de los Logos de Kerli con Moon Marks.

Con frecuencia lleva tres puntos llamado "Moon Marks" que representan la integridad, el amor y la unidad, tres cosas que también son seguidos por Moon Children: una comunidad de fanáticos/street team establecido por Kerli en el 2006 para las personas que "sienten demasiado y encuentran muy difícil vivir en este mundo, para que no piensen que están locos."
En un principio comenzó como una" Reunión para chicos índigo ", pero se convirtió en un" Movimiento de Integridad, Amor, Unidad y Amistad", lo que es " tratar de ser lo mejor que puedas ser, teniendo la responsabilidad de tu realidad y vivir con los ojos abiertos. No es un sermón religioso, en lugar de ser un pasajero en esta dimensión, tratando de sacar el máximo partido de su experiencia y la búsqueda de la perfección, mientras comprendan que está bien no ser perfecto."
En 2011, Kerli fue catalogada como una de las 100 mujeres más influyentes de Estonia.
Kerli fue la cara de Chubby bunny, una línea de accesorios. Además, hizo promociones para la marca de chicles Orbit y los auriculares Beats by Dr. Dre.

## Vida personal

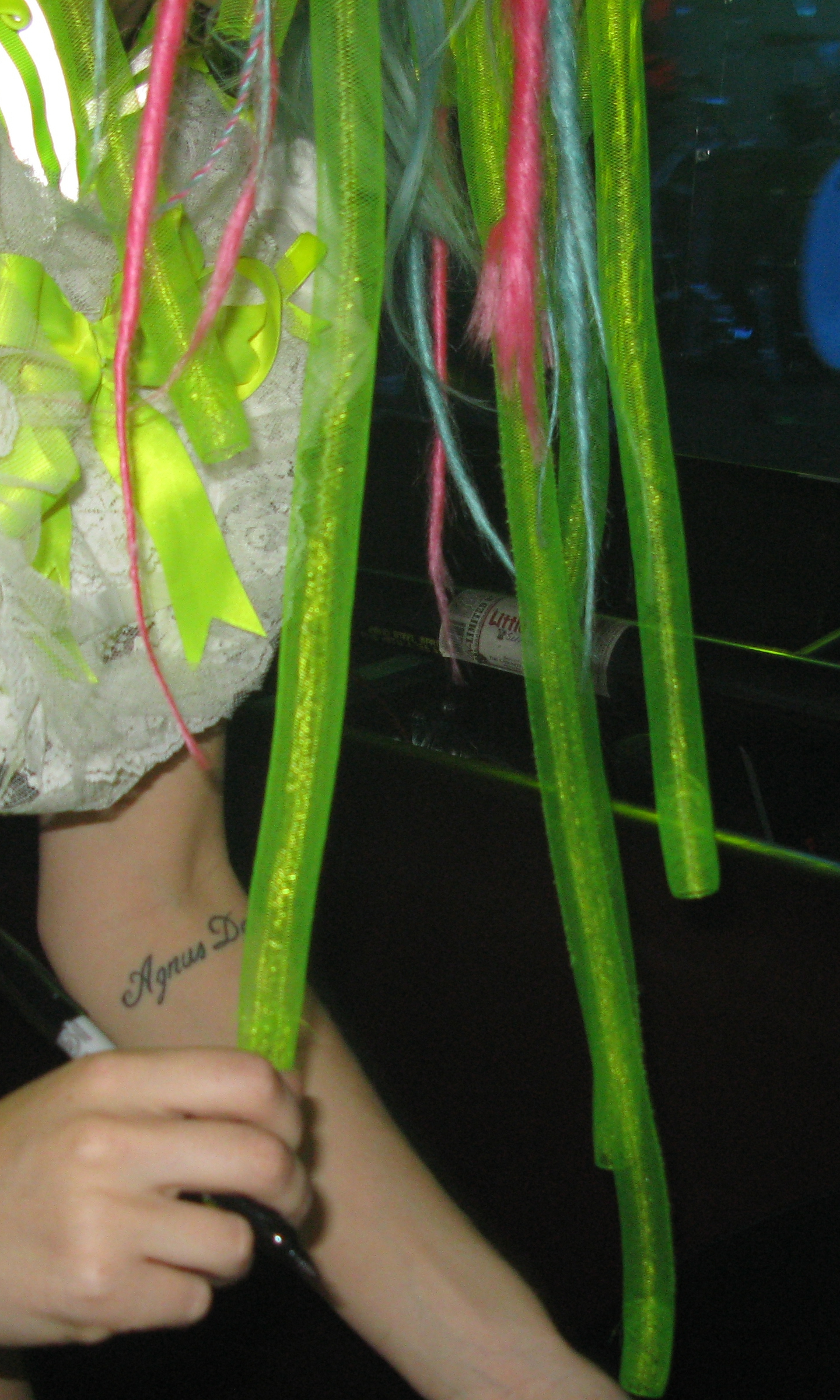
"Agnus Dei" en su brazo.

Kerli tiene cinco tatuajes. A la edad de 15 años, Kerli le pidió a su madre el permiso para un tatuaje que dice "música" en chino ("音乐"). Su madre le dijo que si ella leía "todos los libros ... en la ciudad" en China y hacía un informe, le permitiría obtener el tatuaje. Su madre la llevó a conseguir el tatuaje el día antes de su cumpleaños número 16. 
Tiene dos tatuajes en su antebrazo: una de una mariposa que simboliza "Vivir cada día como si fuera el último" y que nunca "dejar a una persona que [quiere] sin que ellos sepan cuánto los ama" y los otros tatuajes en Latín "Humani Generis Amicus" que Kerli traduce como "un amigo de la raza humana." En su antebrazo izquierdo, otra vez en Latín "Agnus Dei" que Kerli traduce como "una sierva de Dios". En su pie derecho, ella tiene la letra "E", una inicial de alguien que "le rompió el corazón."
Aunque no pertenecen a ninguna religión, ni se ha etiquetado a sí misma como tal.
Kerli cree en la reencarnación, así como otras formas de vida después de la muerte, las hadas (que se ha situado como un elemento importante de su vida), los ángeles y los demonios, aunque una vez que los define como "reflejos" de la propia "luz interior" y "oscuridad interior", respectivamente. Sin embargo, además de agradecer a su ángel de la guarda en las notas de Love Is Dead, también ha declarado que siente que los ángeles son seres, así como el uso de cartas del oráculo.
Ella ha dicho que tiene un trastorno bipolar e intentó suicidarse cuando tenía 17 años, como resultado de su crianza con problemas, afirmando ahora que su educación "la ha hecho más fuerte y ahora puede estar aquí para otros niños que son como ella" y que está feliz de estar viva, describiendo la vida como un "regalo hermoso y raro".
Kerli actualmente vive en Los Ángeles, California.
Kerli recientemente se ha teñido su cabello de azul, según ella: Es genial que los paparazzies no griten ¡Ahí viene Lady Gaga!, cuando estoy en la alfombra roja...

## Relación con artistas
Kerli ha escrito varias canciones que resultaron ser entre varios artistas: Demi Lovato, Tarja Turunen, Bad Boy Bill, Lisa Lois y Soraya Arnelas .
Para Demi Lovato es Skyscraper que Demi ha lanzado como sencillo y que es un éxito en ITunes. También se rumorea que la canción Scream (También escrita por Kerli) podría pertenecer a su nuevo álbum, esta canción se encuentra filtrada en internet como un demo cantada por Kerli.
Para Tarja Turunen la canción fue I Feel Inmmortal de la que Kerli coescribió y de la que luego Tarja editó.
En el caso de Bad Boy Bill junto a Alyssa Palmer para el álbum The Album del 2010, la canción que coescribió fue Ishy. 
Para Lisa Lois fue Too Much Is Never Enough para su álbum Smoke de 2009.
Para Soraya Arnelas escribió "Is It Worth It?" para su álbum "Universe In Me" en 2013 .

## Obra

### Discografía

#### Álbumes de estudio
- 2008: Love Is Dead
- 2019: Shadow Works

#### EP
- 2007: Kerli (EP)
- 2013: Utopia (EP)
- 2016: Deepest Roots (EP)
- 2024: OVERSOUL (EP)

#### Sencillos
- 2008: "Love Is Dead"
- 2008: "Walking on Air"
- 2010: "Tea Party" (de la banda sonora Almost Alice)
- 2010: "Army of Love"
- 2012: "Zero Gravity"
- 2012: "The Lucky Ones"
- 2013: "Love Me Or Leave Me"
- 2016: "Feral Hearts"
- 2016: "Diamond Hard"
- 2016: "Spirit Animal"
- 2019: "Savages"
- 2023: "21st Century Kids"
- 2024: "The Witching Hour"
- 2024: "The Art of being Alone"

Sencillos promocionales
- 2008: "Creepshow"
- 2008: "Fragile"
- 2008: "Hurt Me"
- 2012: "Immortal" (de la banda sonora Frankenweenie (2012))
- 2019: "Better"
- 2019: "Legends"
- 2024: "Alchemise"

### Videografía
- 2008: "Love Is Dead"
- 2008: "Walking On Air"
- 2010: "Tea Party"
- 2011: "Army Of Love"
- 2012: "Zero Gravity"
- 2012: "The Lucky Ones"
- 2014: "Worlds Apart (con Seven Lions)"
- 2016: "Feral Hearts"
- 2016: "Blossom"
- 2016: "Diamond Hard"
- 2019: "Savages"
- 2024:"21st Century Kids"

### Colaboraciones
- 2011: "Strange (Alicia en el País de las Maravillas)" con Tokio Hotel.
- 2012: "Glow In The Dark" con tyDi.
- 2013: "Something About You" con tyDi.
- 2013: "Stardust" con tyDi.
- 2014: "Perfect Crush" con tyDi.
- 2014: "Here & Now" con Cash Cash.
- 2014: "Keep It Close" y "Words Apart" con Seven Lions.
- 2015: "Raindrops" con SNBRN.
- 2015: "Build The Cities" con Karma Fields.
- 2017: "Sound of Walking Away" con Illenium.
- 2018: "Never Gone" con See the Sky.
- 2018: "Sound of Where'd You Go" con Illenium, See the Sky y 1788-L.
- 2020: "Another Life (Motion Picture Collection)" con Motionless in White.